# Ouderen Partij Zandvoort
Ouderen Partij Zandvoort (OPZ) is een lokale politieke partij in de gemeente Zandvoort. Ze is in 1997 opgericht en deed voor het eerst mee aan de gemeenteraadsverkiezingen van 1998. De partij is onafhankelijk.
OPZ profiteerde van de landelijke groei van ouderenpartijen tijdens de gemeenteraadsverkiezingen van 2014. Ze behaalde toen vijf zetels in de gemeenteraad. Han Cohen werd namens de partij wethouder voor Ruimtelijke Ordening, Beheer openbare ruimte en Bouwkundige Projecten. Na een conflict met de burgemeester en twee andere wethouders, en uiteindelijk de drie collegepartijen, werd een motie van wantrouwen ook door zijn eigen partij ondertekend. Cohen besloot daarop te vertrekken als wethouder en partijlid.
Op 9 januari 2015 overleed onverwacht Carl Simons, de fractievoorzitter van OPZ. Han Cohen kwam als eerste in aanmerking voor de vacante zetel en nam die aan. Vanwege conflict tussen hem en OPZ stapte hij direct over naar de partij Gemeente Belangen Zandvoort. 